# Kaltenlengsfeld
Kaltenlengsfeld è una frazione della città tedesca di Kaltennordheim.